# Wabamun Lake Provincial Park
Wabamun Lake Provincial Park är en park i Kanada.   Den ligger i provinsen Alberta, i den centrala delen av landet, 2 900 km väster om huvudstaden Ottawa. Wabamun Lake Provincial Park ligger 760 meter över havet.
Terrängen runt Wabamun Lake Provincial Park är platt, och sluttar söderut. Runt Wabamun Lake Provincial Park är det glesbefolkat, med 11 invånare per kvadratkilometer.. Närmaste större samhälle är Alberta Beach, 12,4 km norr om Wabamun Lake Provincial Park. 
Omgivningarna runt Wabamun Lake Provincial Park är en mosaik av jordbruksmark och naturlig växtlighet.